# Dīmītrīs Marmarinos
Dīmītrīs Marmarinos (in greco Δημήτρης Μαρμαρινός?; Calcide, 14 maggio 1976) è un ex cestista greco.

## Carriera
Nel 2001 contribuisce alla vittoria della Coppa Saporta con il Maroussi di Atene.
Esordì nel campionato italiano il 28 marzo 2004 con la canotta di Udine, complici i problemi fisici di Marković, Brown e Zacchetti.
Dopo un anno a Teramo, firmò in Grecia al Paniōnios per una stagione.
Nella stagione 2006-07 inizia il campionato italiano con la maglia della Lottomatica Roma. Viene poi ceduto alla Eldo Napoli a stagione iniziata per allungare la panchina in occasione delle finali di Coppa Italia. Le sue buone prestazioni causano il taglio di Alessandro Cittadini.
Nell'aprile 2008 iniziò un'altra parentesi italiana, questa volta alla Juvecaserta, come rinforzo per gli imminenti play-off che i campani vinceranno senza però schierare il greco, poiché il coach Fabrizio Frates gli preferì Jay Larrañaga come giocatore comunitario. Tuttavia Marmarinos ritornò brevemente a Caserta anche sul finire della stagione seguente, giocando 5 partite dopo aver rescisso consensualmente con il PAOK Salonicco. Continuò poi la carriera in Grecia.

## Palmarès
- Coppa Saporta: 1

Maroussi: 2000-01